# Баси (Ђенова)
Баси је насеље у Италији у округу Ђенова, региону Лигурија.
Према процени из 2011. у насељу је живело 91 становника. Насеље се налази на надморској висини од 150 м.